# Podrumarstvo
Podrumarstvo je dio vinarstva koji se bavi gradnjom i održavanjem podruma, podrumskog suđa, alata, naprava i uređaja, problematikom funkcionalnosti podrumskih prostorija itd. 
Ti poslovi prema namjeni podruma mogu biti vinarski, pivarski odnosno za proizvodnju i čuvanje voćnih vina poput jabukovače i sl., vinjaka, pjenušaca, specijalnih vina itd.